# Klein Matterhorn
Klein Matterhorn (italienska: Piccolo Cervino, franska Petit Cervin) är ett berg i Schweiz.   Det ligger i distriktet Visp och kantonen Valais, i den södra delen av landet, 110 km söder om huvudstaden Bern. Toppen på Klein Matterhorn är 3 883 meter över havet, eller 98 meter över den omgivande terrängen. Bredden vid basen är 0,57 km.
Terrängen runt Klein Matterhorn är huvudsakligen mycket bergig. Runt Klein Matterhorn är det glesbefolkat, med 9 invånare per kvadratkilometer.. Närmaste större samhälle är Zermatt, 9,3 km norr om Klein Matterhorn. 
Trakten runt Klein Matterhorn består i huvudsak av gräsmarker.